# Vestel Karayel
El Vestel Karayel es un sistema de vehículos aéreos no tripulados de vigilancia, reconocimiento y posteriormente combate desarrollado por Lentatek. Actualmente, el dron es operado por las Fuerzas Armadas de Turquía y las Fuerzas Armadas de Arabia Saudita.

## Diseño
El Karayel está diseñado y fabricado de acuerdo con el estándar de aeronavegabilidad de la OTAN, el STANAG 4671. El sistema Karayel tiene una novedosa arquitectura de aviónica distribuida con triple redundancia que garantiza la protección contra todo tipo de accidentes incontrolados. Con esta característica, la seguridad sistemática contra fallos utilizada hasta ahora sólo en la aviación tripulada en todo el mundo se ha llevado por primera vez a un vehículo aéreo no tripulado con el Karayel. El vehículo aéreo tiene protección contra los rayos gracias a la rejilla de red de aluminio en su estructura compuesta. Un sistema de deshielo detecta automáticamente las condiciones de formación de hielo y permite operaciones en climas fríos. El Karayel, que es una plataforma de vigilancia y reconocimiento aéreo, puede marcar objetivos, iluminar y dirigir municiones mediante sus sensores láser y detectar e identificar objetivos día/noche mediante su sistema de cámaras que lleva como carga útil.